# Sérgio Valle Duarte
Sergio Valle Duarte (São Paulo, 1954), conhecido também como Sergio Duarte, é um artista multimídia que também se dedica a Fotografia Fine Art.

## Biografia
Sergio Valle Duarte nasceu em 26 de setembro de 1954. Autodidata, vive e trabalha em São Paulo.
De 1972 até 1974 Duarte trabalhou como ator em filmes comerciais para Campari e para Nestlé, produzidos pela Lynxfilm.
Por causa da ditadura, em 1976 mudou-se para Londres onde trabalhou inicialmente como assistente na Rex Features, International Photographic Press Agency. 
Fotógrafo free-lancer, se dedicou principalmente a seguir os grupos musicais The Who, Tangerine Dream, Genesis, Deep Purple, ZZ Top. Em 1977 a revista Geração Pop da Editora Abril publica um ensaio fotográfico exclusivo sobre os Rolling Stones que Duarte fez em Londres; em seguida ele trabalhou na Europa e Americas com as revistas Interview, Playboy, Vogue, Sony Style (1978-1990). Simultaneamente ele colaborou com o The Image Bank - Getty Images, no período de 1980 a 2005 e com as revistas de arte fotográfica Collector's Photography U.S.A. junho agosto 1987 - Zoom França Special Brasil 2, edição 121 abril 1984 - Zoom Italia, Edição 61, junho 1986 e edição 139, novembro dezembro 1995 - Newlook França, edição 26 outubro 1985 - Newlook U.S.A. Edição de aniversário maio 1986 - Playboy Brasil edição 124, novembro 1985.

Como Artista, desde 1970, participou da visionária exposição multimídia da Fundação Armando Alvares Penteado, curadoria Deysi Piccinini Arte Novos Meios Multimeios 70/80 , com o projeto Vídeo Oil, também da Exposição A trama do Gosto um outro olhar sobre o cotidiano, na instalação de Julio Plaza Diversões Eletrônicas com o Projeto Vídeo Hipnose, com a parceria de André Geraissati na Fundação Bienal, São Paulo, 1985 e da Primeira Quadrienal de Fotografias, com curadoria de Paulo Klein no Museu de Arte Moderna de São Paulo, 1985. Duarte trabalha utilizando também novas tecnologias, empregando imagens digitais e eletrograficas, intuindo, em seu trabalho nos anos setenta, a leitura completa do DNA e como sequência natural a escrita, do mesmo no futuro. Devido a isso ele anexou a seus retratos fios de cabelo dos modelos, para permitir uma futura clonagem Bioarte. 

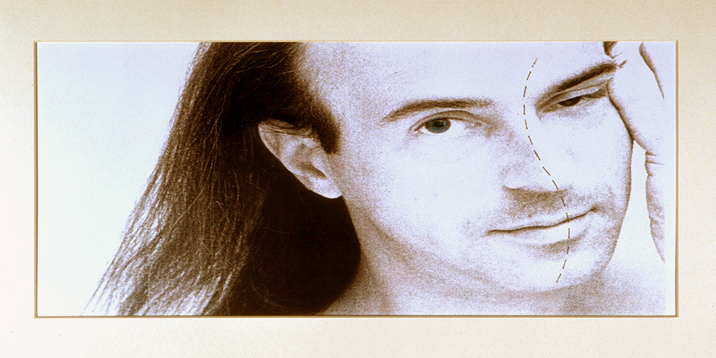
Yin-Yang 1988 Bioarte & Xerografia

como aconteceu com a top model Gianne Albertoni. Este trabalho foi denominado pelo artista Eletrografias e Fotografias com Fios de Cabelo para Futura Clonagem: este, entre outros, esta nas coleções permanentes de museus europeus e brasileiros.

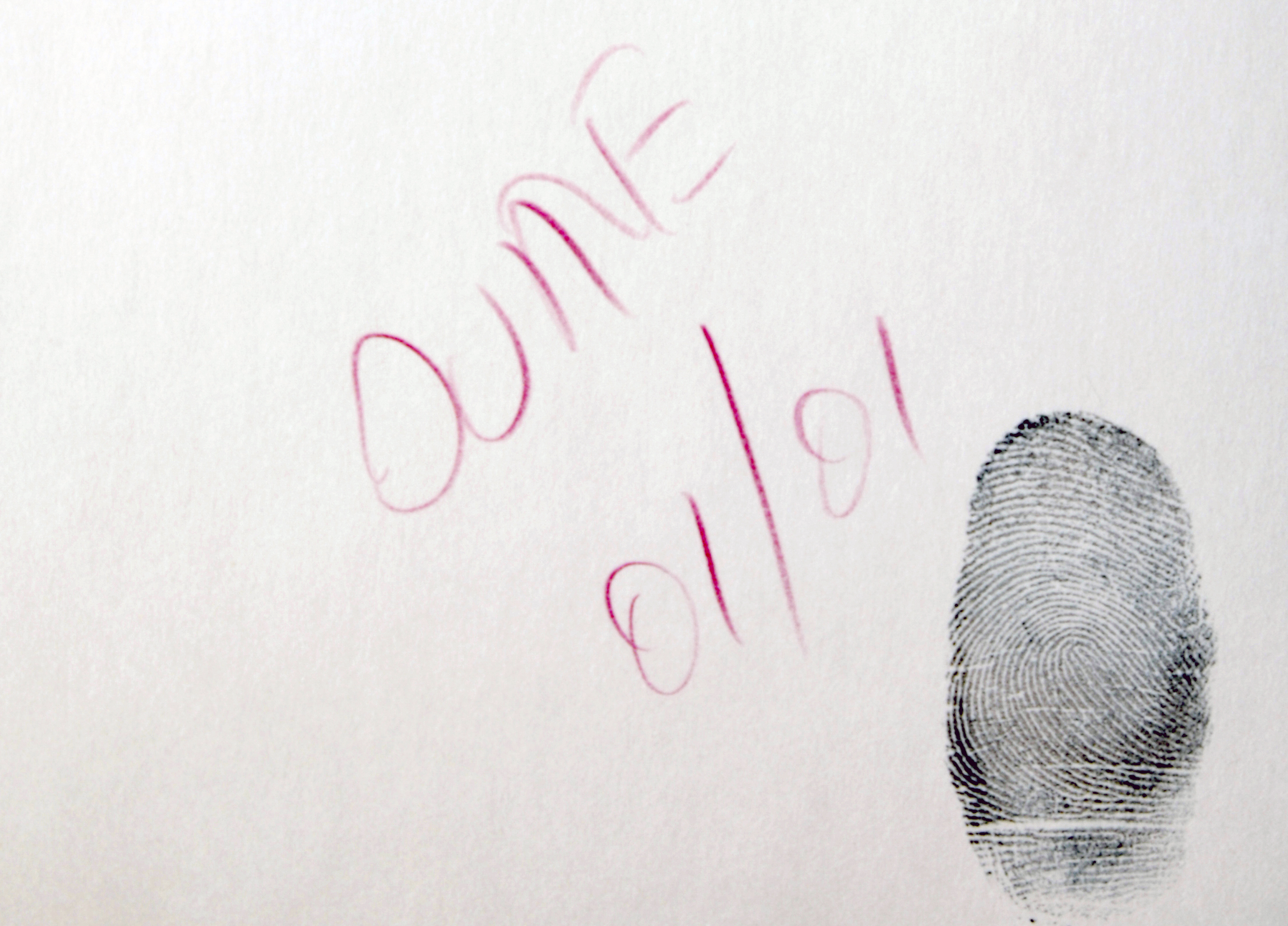
Autentica com a impressão do dedo polegar ou indicador o verso das obras.

Nos anos 1980 em Paris, conhece Joseph Pace, fundador da corrente artística e filosófica do Filtranismo e, em 1990, Duarte adere ao grupo ampliado dos Filtranistas.
Duarte inspira-se à tradição surrealista, na sua fantasia cromática e na riqueza de detalhes da sua obra que reside a sua originalidade. Irreverente, mas sem dramaticidade, com uma jocosa ironia a obra de Sérgio Duarte está sempre em movimento, dançando, voando, contorcendo como querendo extravasar o enquadramento. Autentica cada obra, pondo a impressão digital do dedo polegar ou indicador.
Devido a um vazamento no telhado do estúdio do artista na Rua Primavera durante uma tempestade de verão no final dos anos noventa, grande parte do trabalho foi destruída, é raro encontrar obras análogas deste período.
De 2005 a 2015 também colaborou como curador da arte brasileira na seleção de artistas para a Biennale Internazionale d'Arte Contemporanea de Florença e com a Feira de Arte de Padova (Itália).
Valle Duarte dedica o seu trabalho de expressão pessoal interpretando livremente temas sacros e profanos. 

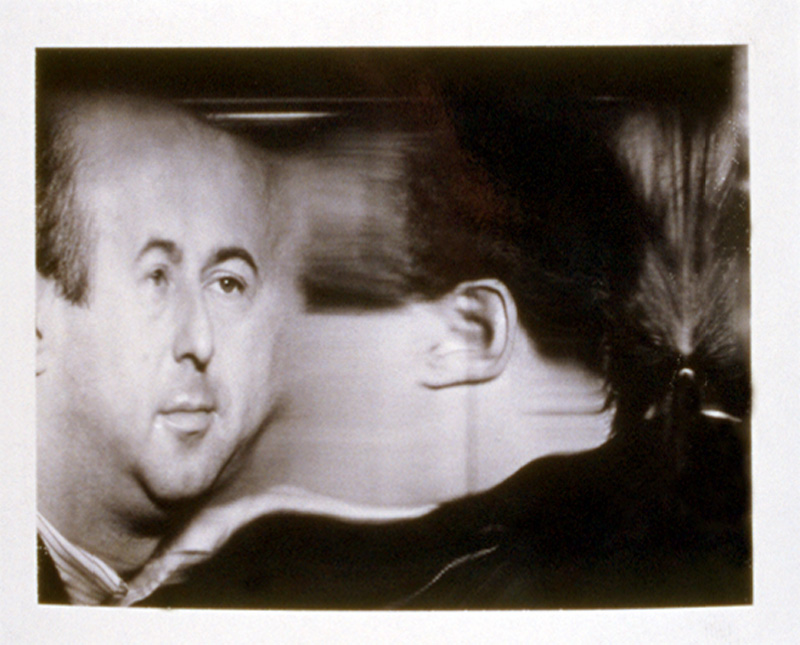
Periperial strip photography portré de Sergio Valle Duarte, New York 1990 - Por Andrew Davidhazy, Rochester Institute of Technology

## Acervos importantes
- Museu de Arte Moderna de São Paulo,[10][1] Brasil.
- Itaú Cultural,[11] São Paulo, (Brasil).
- Museu de Arte Moderna do Rio de Janeiro,[12] Rio de Janeiro, (Brasil).
- Museu Afro Brasil, São Paulo, (Brasil).
- Museu de Arte do Parlamento de São Paulo (Brasil)[13]
- Museus de Arte Brasileira da Fundação Armando Álvares Penteado,[14] São Paulo, (Brasil).
- Yokohama Museum of Art,[15] Yokohama, (Japão)
- Musée Français de la Photographie,[14] Bievres, (França).
- Musée de l'Élysée,[14] Lausanne, (Suíça).
- Museum für Fotokopie,Mülheim, (Alemanha).
- Coleção Gilberto Chateaubriand, Museu de Arte Moderna do Rio de Janeiro, (Brasil).
- Coleção Bert Hartkamp, Amsterdam, (Netherlands).
- Coleção Emanuel Araujo, São Paulo, (Brasil).
- Coleção Joaquim Paiva, Museu de Arte Moderna do Rio de Janeiro", (Brasil).
- Coleção Roberto Bertani, São Paulo, (Brasil).
- Museo de la Solidaridad Salvador Allende, Santiago do Chile, (Chile).
- Museo Internacional de Electrografia, MIDE, Cuenca, (Espanha).
- Centro Nacional de Investigación, Documentación e Información de Artes Plásticas, Cidade do México, (México).

## Galeria

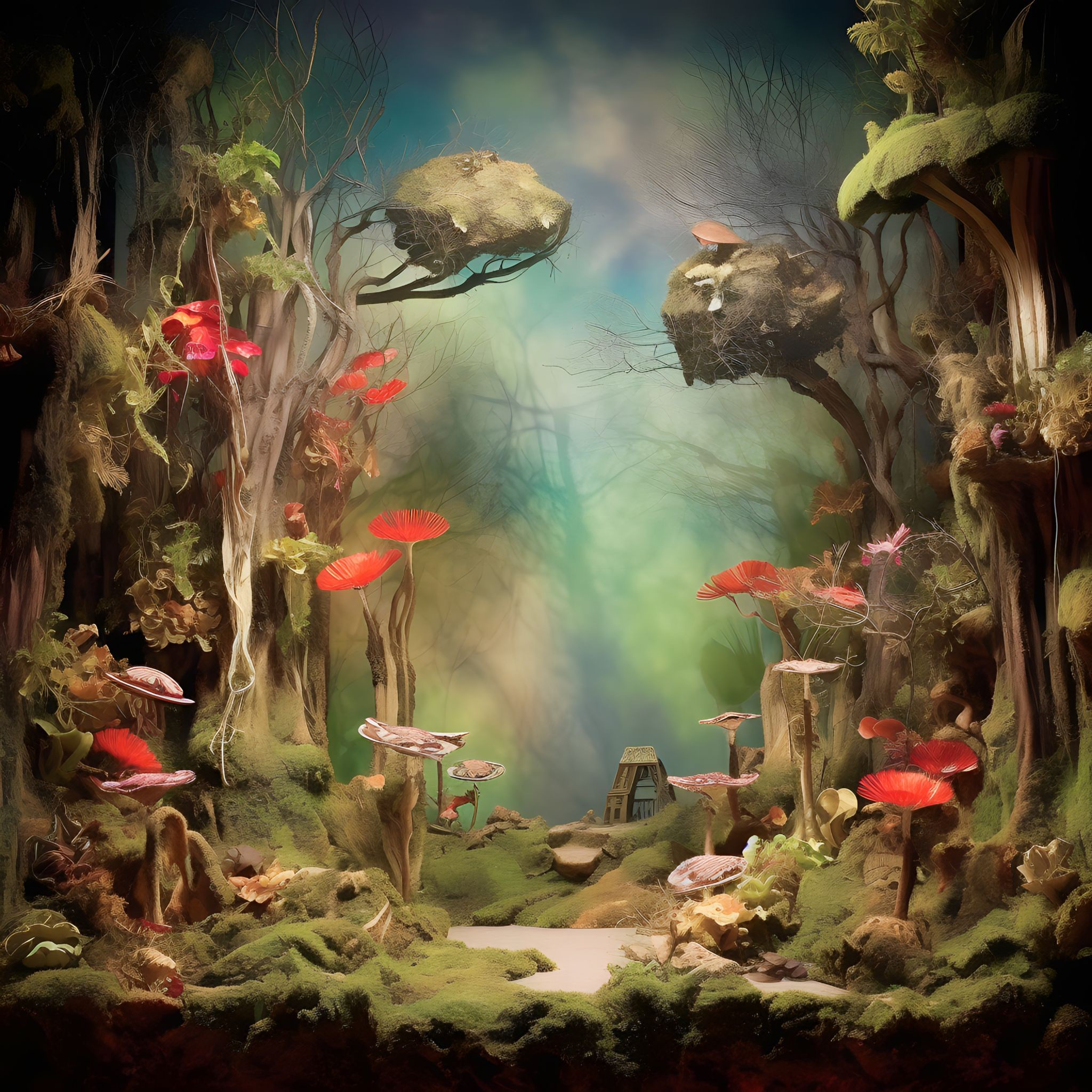
Local fictício criado por um prompt de Sergio Valle Duarte
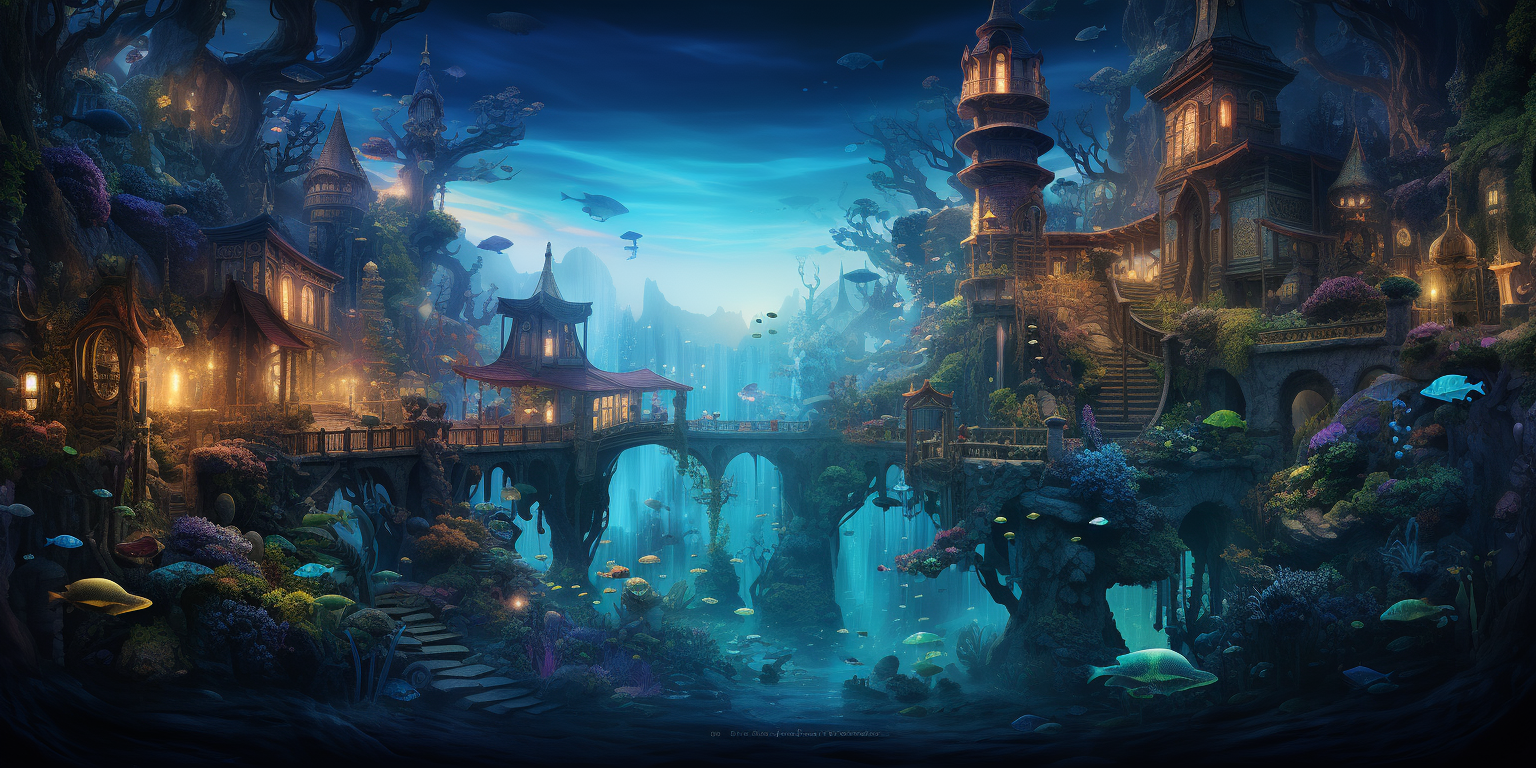
1 Atlantis
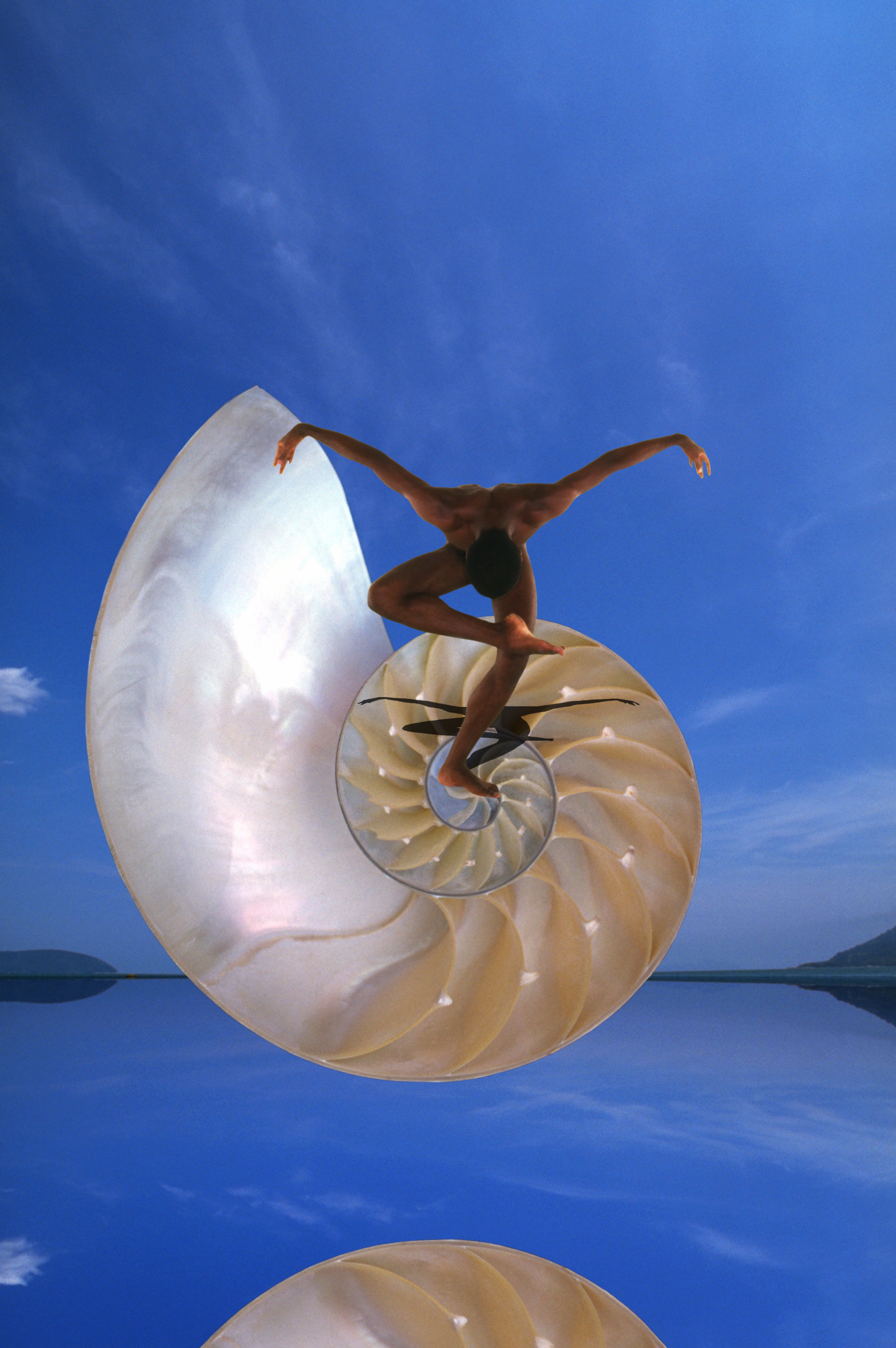
Reverência 1996
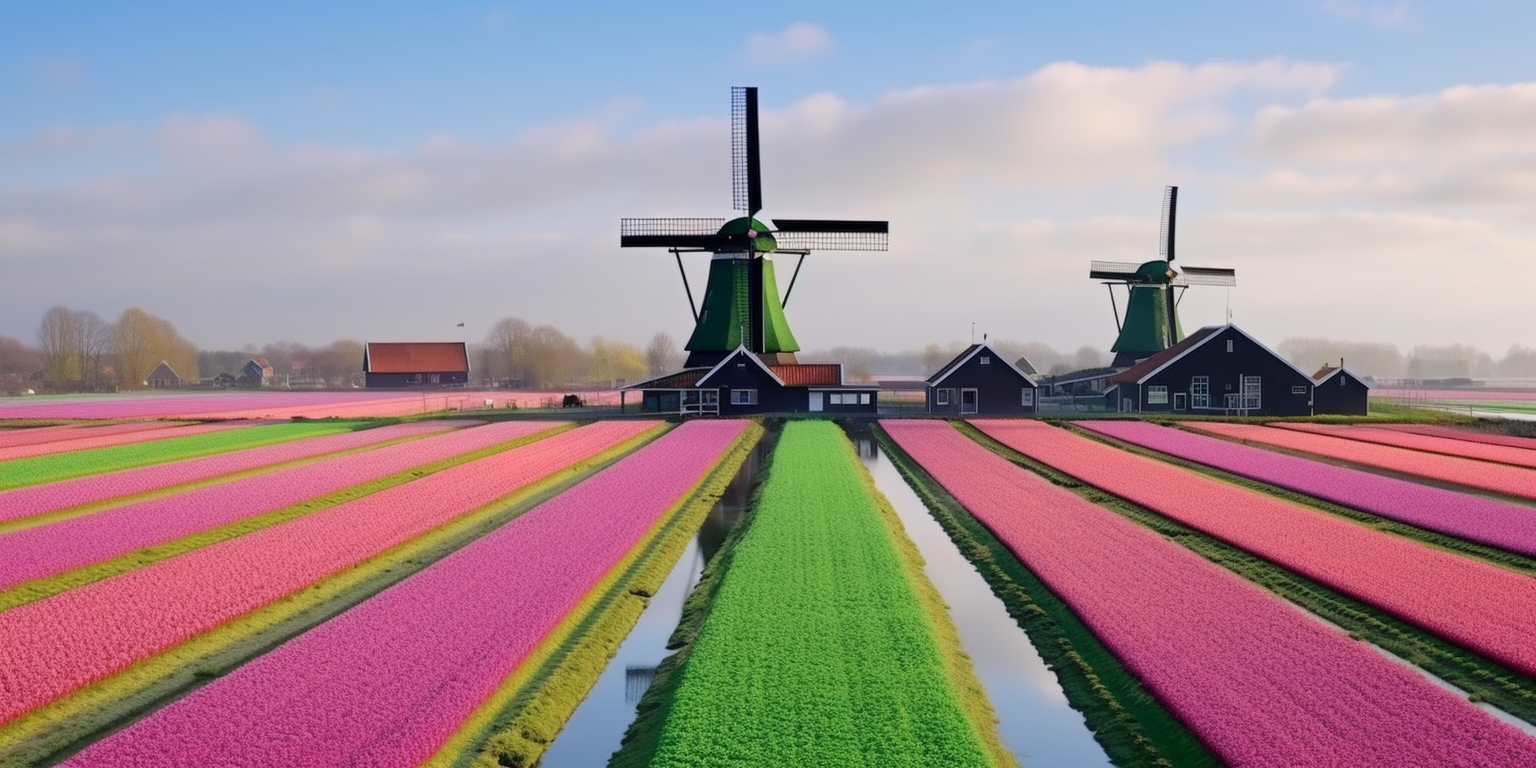
1 Zaanse Schans, Amsterdam
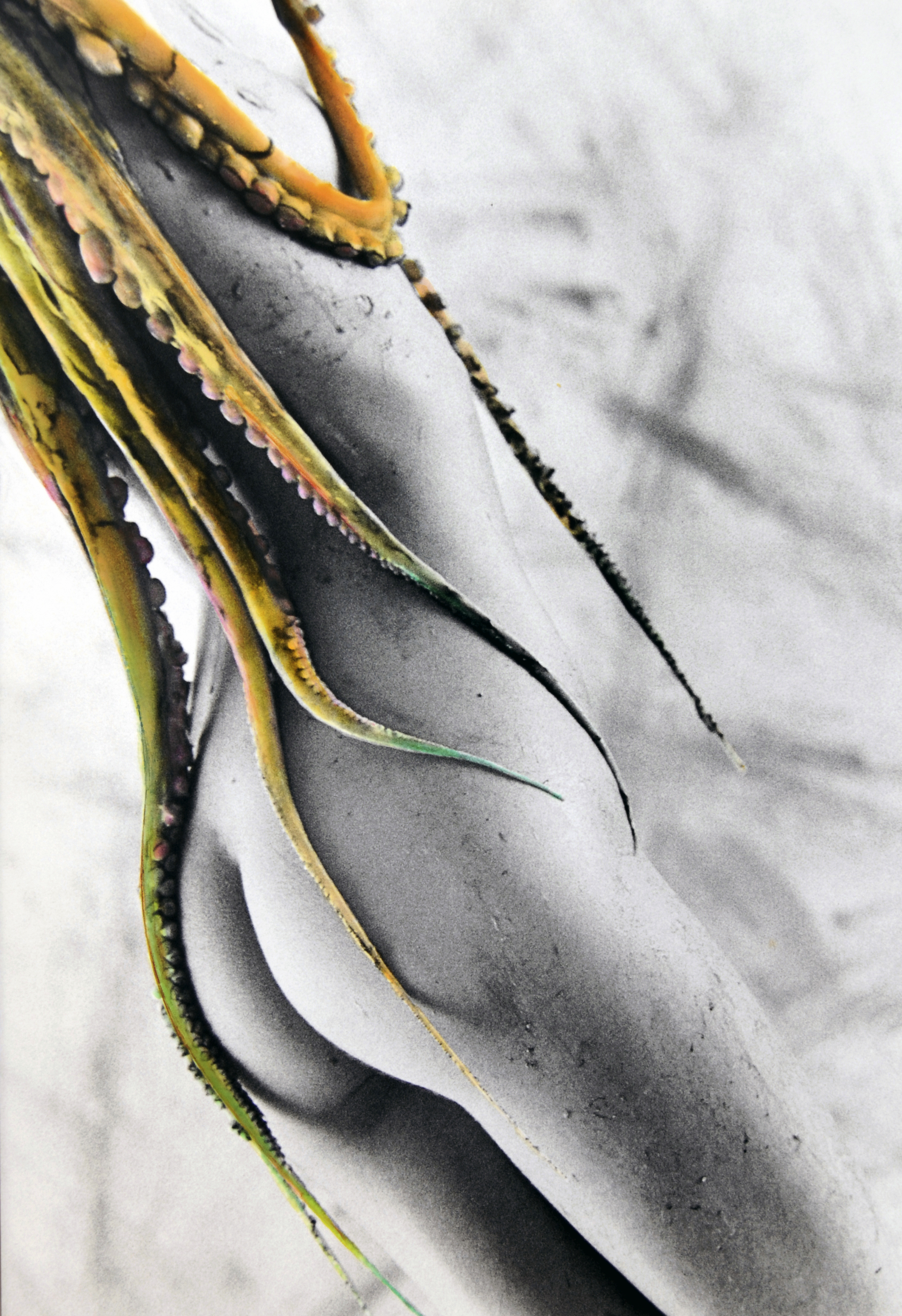
Releitura de "O Sonho da Mulher do Pescador" 1988
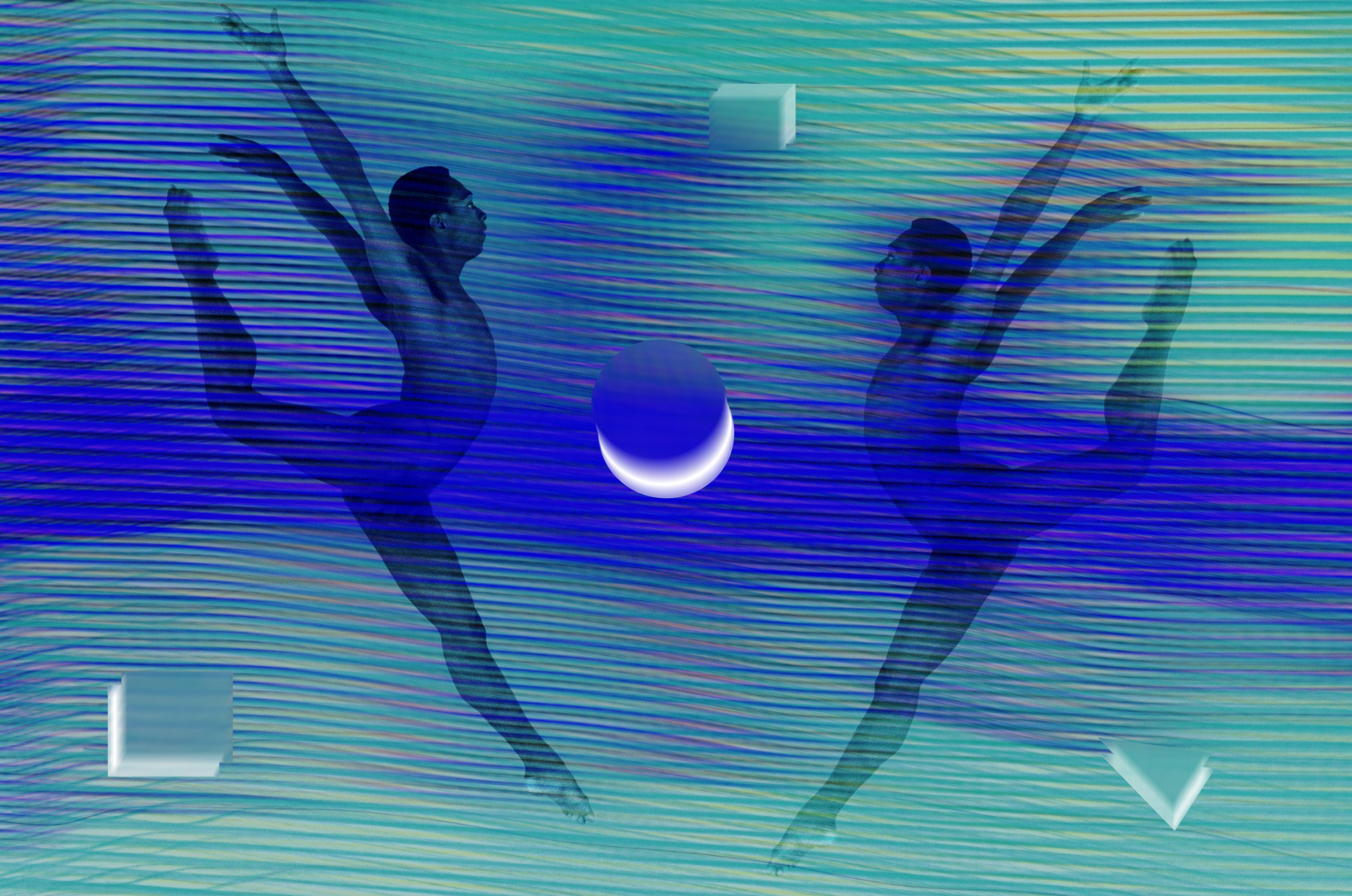
Cloning -Twins 1990
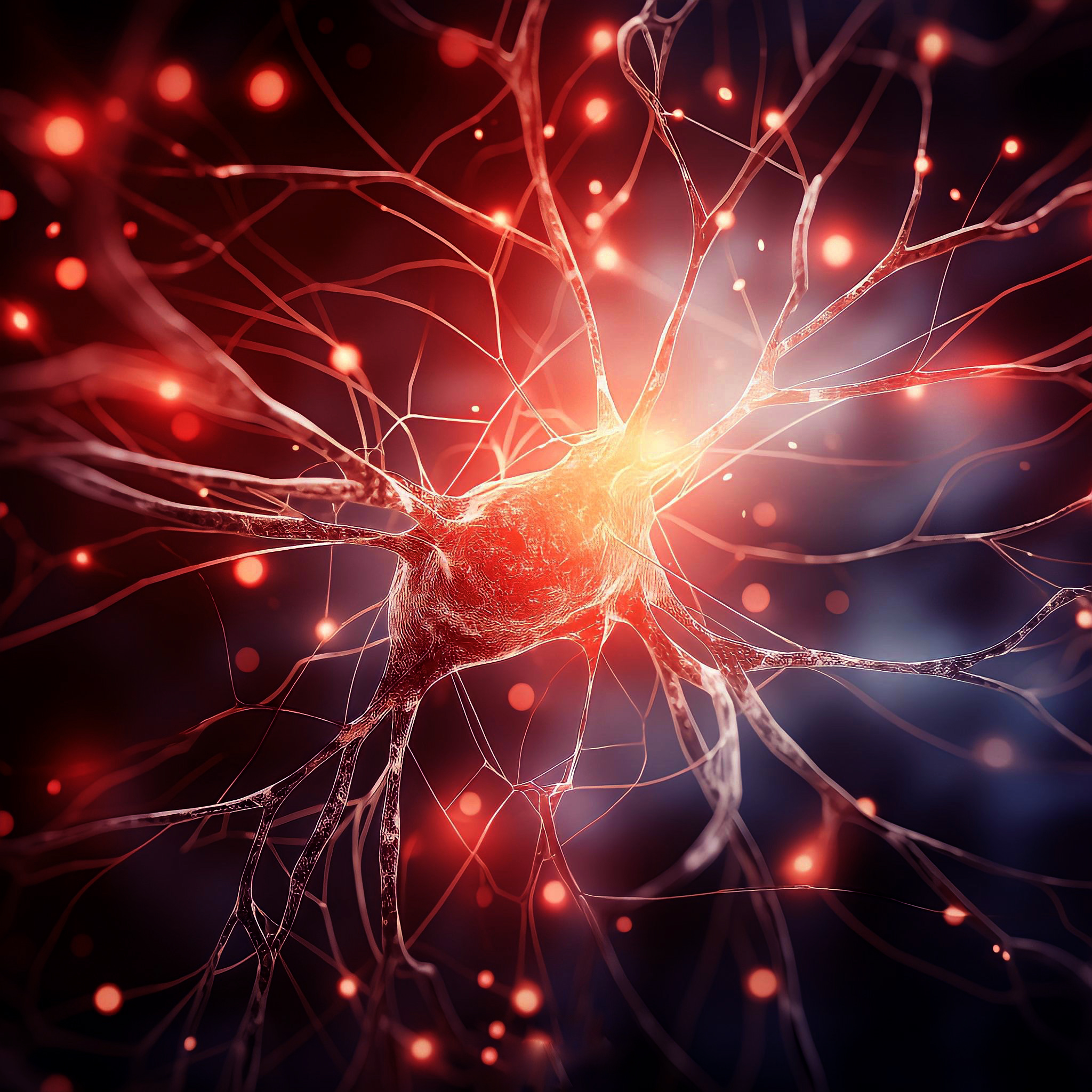
A.I. Sinapse orgasmo
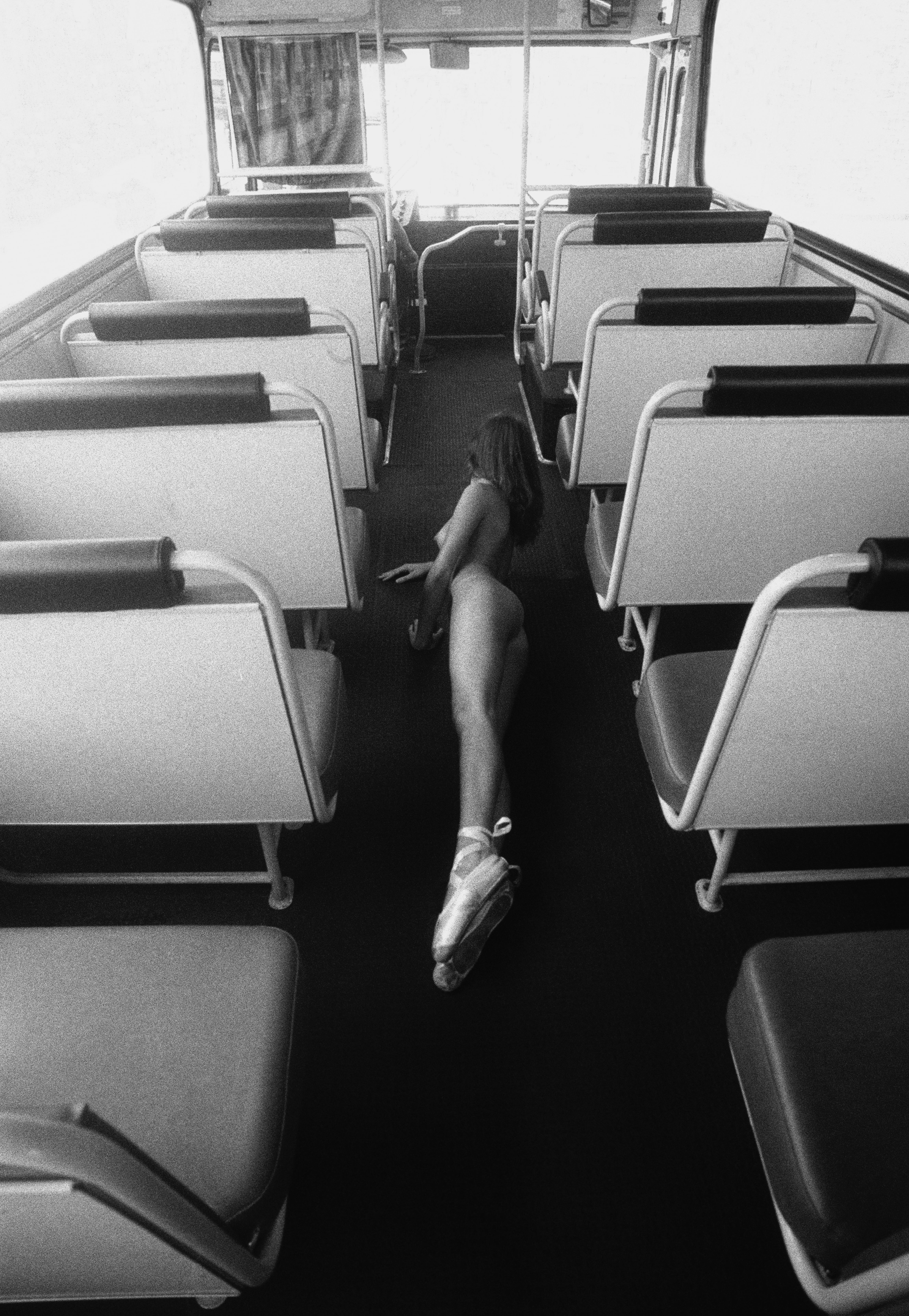
Sonho de Condutor 1985 TIF Coleção Permanente do Museu de Arte Moderna de São Paulo[16].
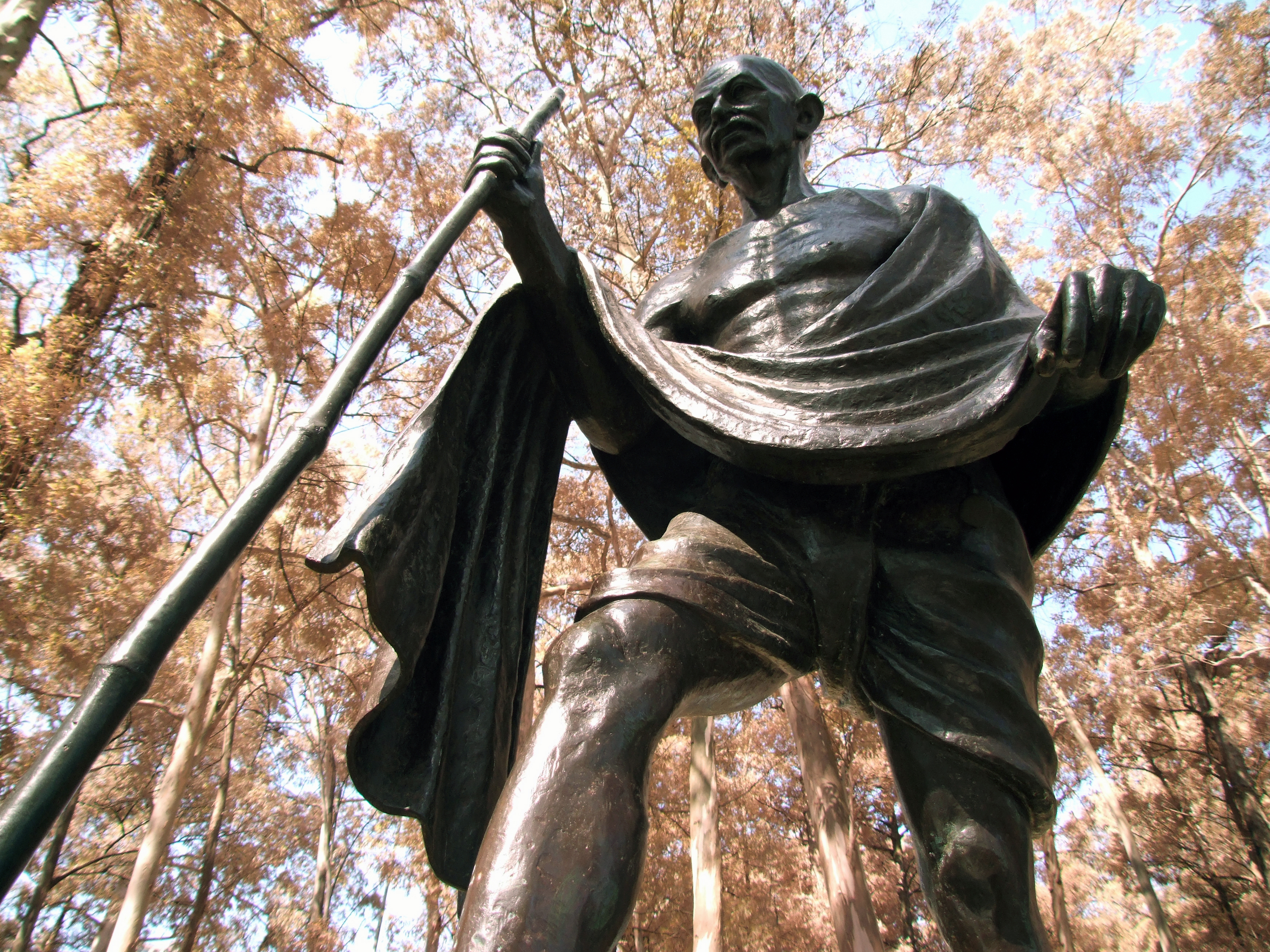
Gandhi Parque do Ibirapuera, by Gautam Pal,  2006
Maravilha 1980. Oleo sobre tela. 1980
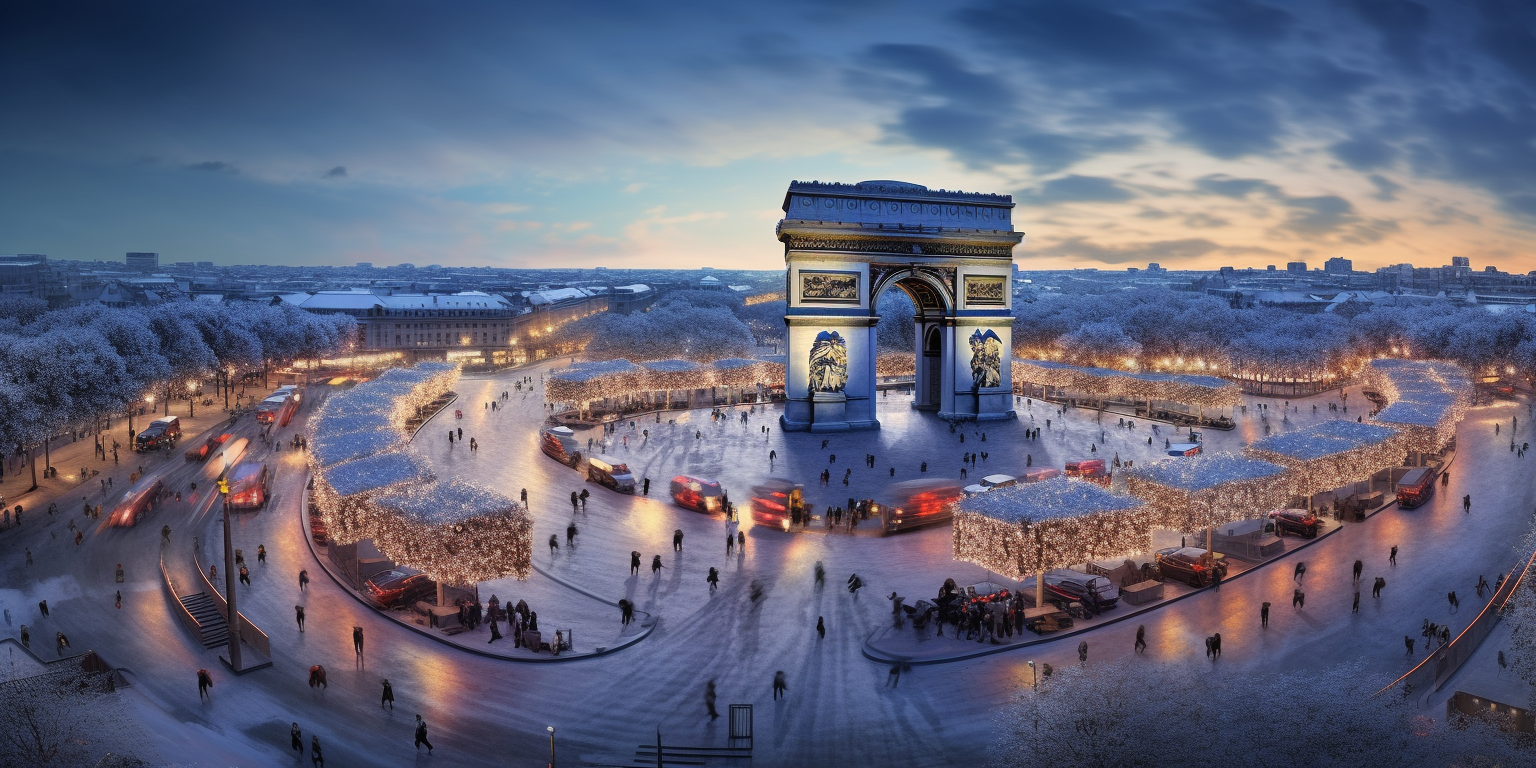
Christmas at Arc de Triomphe 2023
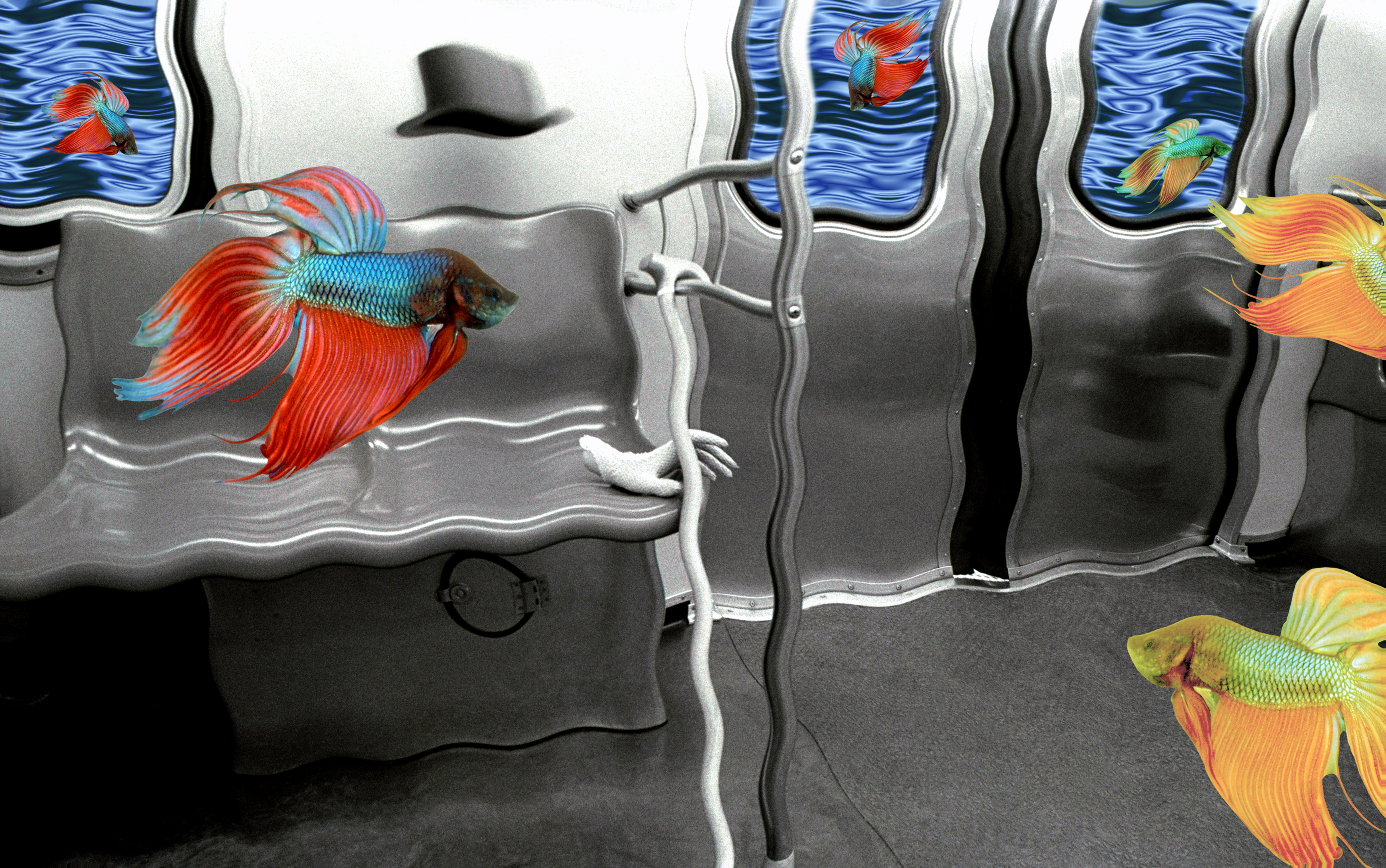
Sergio Valle Duarte entre amigos...
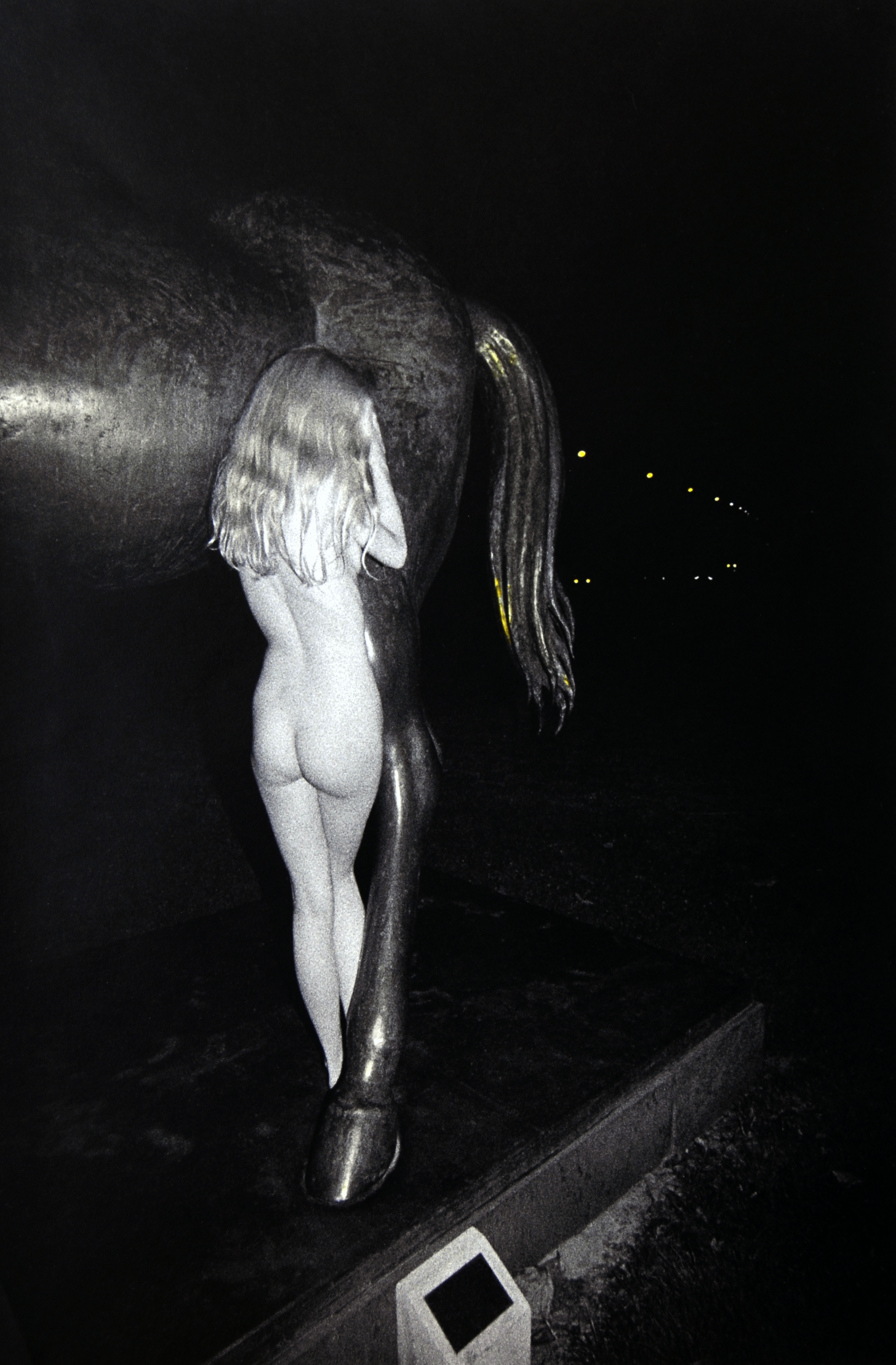
Equus 1989

## Bibliografia

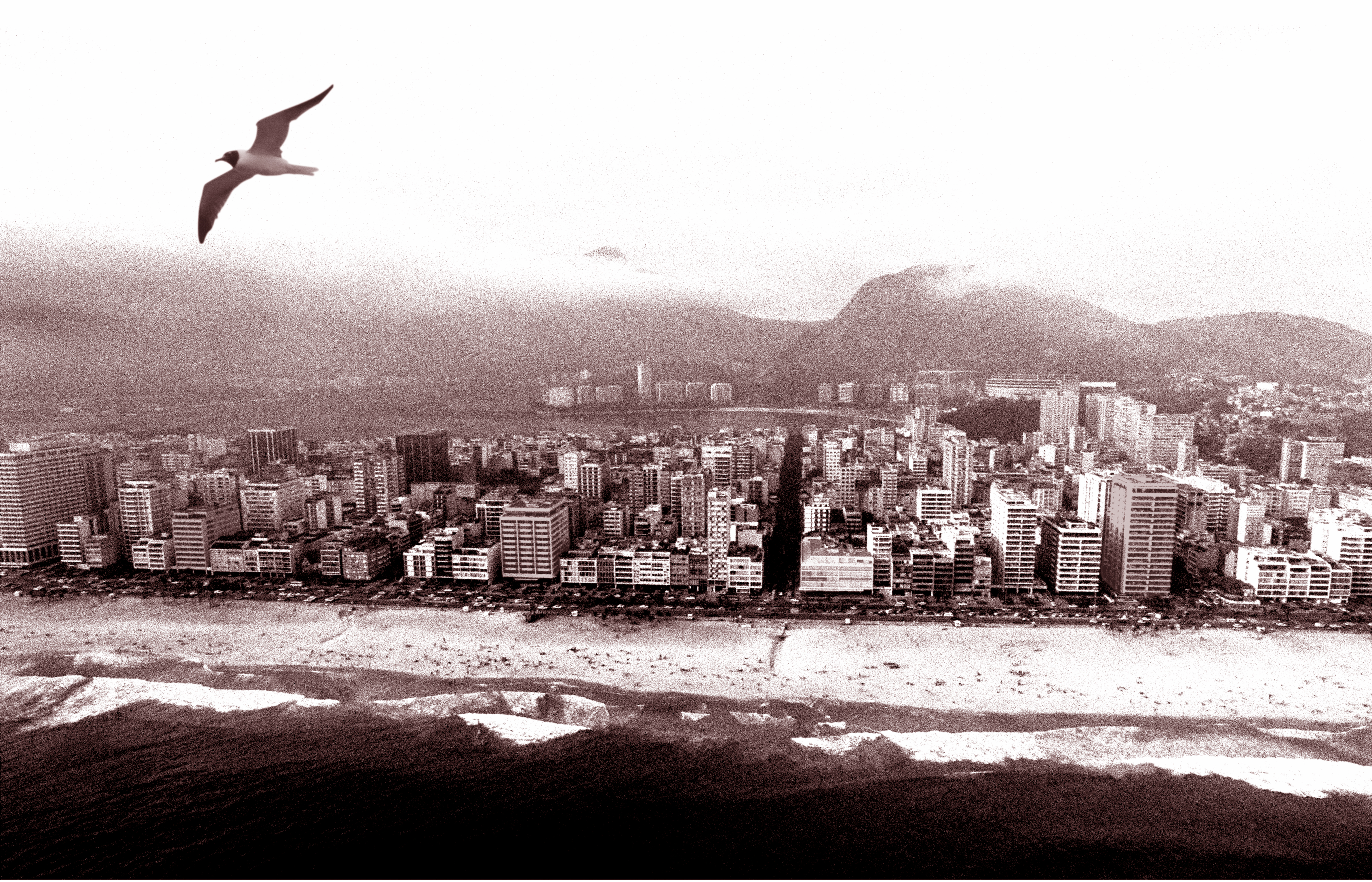
Rio de Janeiro - Avenida Vieira Souto - Lagoa Rodrigo de Freitas,1985

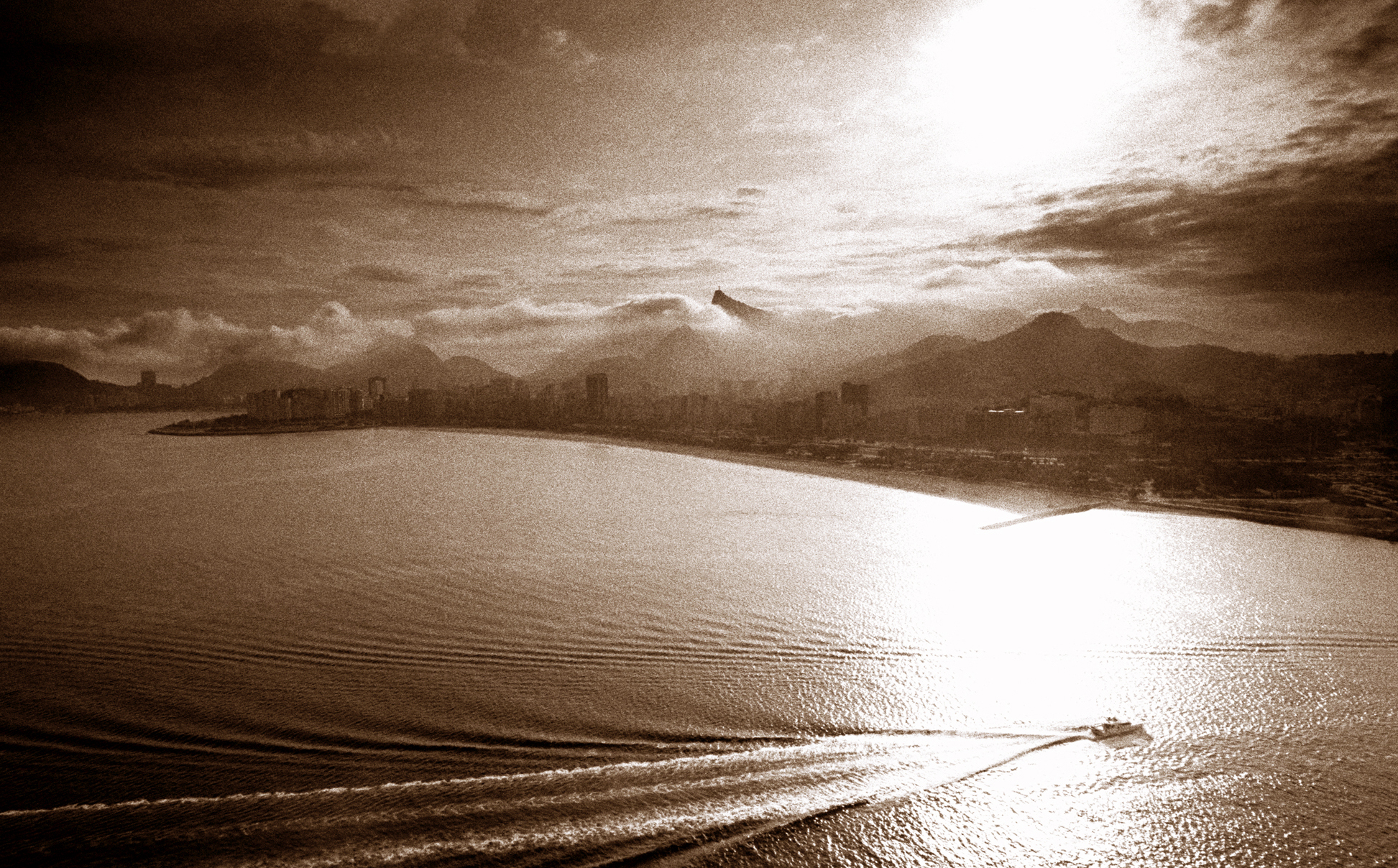
Corcovado, Rio de Janeiro,1985